# 永寧縣 (會稽郡)
永寧縣，中国古县名，在今浙江省温州市境。
漢順帝永建四年（129年，或永和三年、138年），分章安縣東甌鄉立，屬會稽郡，晉屬臨海郡，明帝太寧元年，分臨海立永嘉郡，統永寧、安固縣、松陽縣、橫陽縣等四縣，至南齊仍屬，隋改為永嘉縣。唐武德五年以縣置東嘉州，幷析置永寧、安固縣、橫陽縣、樂成縣四縣。貞觀元年（627年），州廢，省橫陽縣、永寧縣。